# Makigumo
Il Makigumo (巻雲? lett. "Cirro") è stato un cacciatorpediniere della Marina imperiale giapponese, terza unità della classe Yugumo. Fu varato nel novembre 1941 dai cantieri navali Fujinagata.
Appartenente alla 10ª Divisione, entrò in linea nell'aprile 1942 e partecipò alla battaglia delle Midway (4-6 giugno), dopo la quale rimase a fianco delle portaerei per la prima metà della campagna di Guadalcanal. Operò in appoggio a un bombardamento navale dell'aeroporto conteso sull'isola a novembre e, per il resto dell'anno, fu impegnato in missioni di trasporto truppe in particolare in Nuova Guinea. Schierato per l'evacuazione finale delle forze nipponiche a Guadalcanal (febbraio 1943), fu immobilizzato da una o più mine navali tra quest'isola e Savo e, preda di un incontrollabile allagamento, fu abbandonato dall'equipaggio e colato a picco dal gemello Yugumo.

## Servizio operativo

### Costruzione
Il cacciatorpediniere Makigumo fu ordinato nell'anno fiscale edito dal governo giapponese nel 1939. La sua chiglia fu impostata nel cantiere navale della ditta Fujinagata, a Osaka, il 23 dicembre 1940 e il varo avvenne il 5 novembre 1941; fu completato il 14 marzo 1942. Il comando fu affidato al capitano di fregata Isamu Fujita e, quello stesso giorno, la nave costituì con i gemelli Yugumo e Kazagumo la 10ª Divisione cacciatorpediniere.

### 1942
Il Makigumo e i gregari passarono alle dipendenze della 10ª Squadriglia il 10 aprile 1942 e, quello stesso giorno, si aggiunse all'organico il cacciatorpediniere Akigumo (della classe Kagero). La squadriglia fu a sua volta posta alle dipendenze della 1ª Flotta aerea del viceammiraglio Chūichi Nagumo che, tuttavia, era impegnata nell'Oceano Indiano e che fu attesa nelle acque metropolitane. Dopo manutenzione e revisione, la flotta fu schierata in testa nella complessa operazione MI, volta a occupare l'atollo di Midway e attirare così la United States Pacific Fleet in una battaglia finale per eliminarne le portaerei. Lo scontro si svolse invece prima dello sbarco e si risolse in una pesante sconfitta giapponese; il Makigumo poté solo contribuire con i suoi pezzi agli sbarramenti contraerei che, comunque, non furono sufficienti a proteggere le portaerei Akagi, Kaga, Soryu e Hiryu dai gruppi imbarcati statunitensi. Dal pomeriggio del 5 giugno, con il Kazagumo, rimase al fianco della Hiryu in fiamme; fu anche protagonista della cattura di due aviatori statunitensi, appartenenti al reparto ricognizioni della portaerei USS Enterprise e trovati su una scialuppa a nord della 1ª Flotta aerea. Dopo la mezzanotte i due cacciatorpediniere ebbero ordine di prelevare l'equipaggio, manovra durante la quale il Makigumo impigliò e danneggiò le proprie alberature con quelle della portaerei inclinata; al capitano Isamu fu ingiunto, a notte fonda, di affondare la Hiryu: lanciò un paio di siluri e ripiegò subito (la portaerei rimase a galla e fu inviato il Tanikaze, comunque arrivato poco dopo che era sprofondata). Con il resto della divisione tornò in Giappone e poi seguì una parte della Flotta Combinata a Ominato e a sud-ovest delle isole Aleutine, dove i giapponesi incrociarono tra il 24 giugno e il 7 luglio in attesa di un'ipotetica controffensiva americana contro Attu e Kiska – occupate durante il combattimento a Midway. Intanto, forse il 9 o il 10 giugno, i due prigionieri erano stati eliminati dopo molte esitazioni e solo dopo che Fujita ricevette un ordine tassativo da un comando superiore (peraltro non identificato). Il 14 luglio l'intera 10ª Squadriglia fu riassegnata alla 3ª Flotta, erede della 1ª Flotta aerea e sempre al comando di Nagumo, e il 16 agosto il Makigumo, l'Akigumo e la Shokaku lasciarono Kure alla volta della base di Truk, allo scopo di raggiungere la 2ª Flotta e contrattaccare gli Stati Uniti a Guadalcanal; le due squadre si riunirono in alto mare e, tra il 23 e il 25, presero parte all'inconcludente battaglia delle Salomone Orientali: il Makigumo, di nuovo, rimase vicino alle portaerei e non ebbe alcun particolare ruolo. Rientrato a Truk con i gregari, nel mese successivo partecipò alle regolari e infruttuose sortite delle forze da battaglia a nord delle isole Salomone.
Il 29 settembre salpò da Truk con l'Akigumo verso le isole Shortland e fecero rifornimento due giorni dopo; quindi il 3, il 6 e il 9 ottobre completò quattro trasporti truppe a Guadalcanal. Sfuggì inoltre al bombardamento operato da un paio di bombardieri proprio nella rada delle Shortland, il 5 ottobre. L'11 i due cacciatorpediniere uscirono illesi da una più massiccia incursione statunitense e partirono subito per riunirsi alla 3ª Flotta in alto mare, pronta ad affrontare la South Pacific Fleet. Nel corso della dura battaglia delle isole Santa Cruz (25-26 ottobre) furono assegnati alla "Forza d'avanguardia" del contrammiraglio Hiroaki Abe e sostennero un paio di attacchi aerei nel corso del 26, senza subire danni. Alle 21:00 circa ebbero ordine di lanciarsi nell'area a sud-est della 3ª Flotta per investigare su una portaerei statunitense fuori combattimento, abbandonata e in fiamme – risultato della serrata battaglia tra portaerei. Il relitto in rovina era la USS Hornet e le sue condizioni erano tali che i giapponesi rinunciarono a impossessarsene; il Makigumo e l'Akigumo l'affondarono con quattro siluri (due ciascuno) attorno alle 22:30. Tornati a Truk, il 1º novembre l'Akigumo trasferì le proprie munizioni al Makigumo e fece rotta poco dopo per il Giappone; il Makigumo, al contrario, tra il 3 e il 5 novembre scortò con i restanti componenti della 10ª Divisione la 7ª Divisione incrociatori (Suzuya, Kumano) fino alle Shortland; da qui partecipò il 10 a un'altra missione di trasporto truppe a Guadalcanal, schivò un attacco aereo e aiutò a imbarcare un totale di 585 malati o feriti. Nella notte del 13-14 novembre, nel corso della battaglia navale di Guadalcanal, i tre cacciatorpediniere fecero parte dello schermo che vigilò sul gruppo di incrociatori pesanti del contrammiraglio Shōji Nishimura che bombardò l'aeroporto Henderson (sebbene con scarsi risultati); durante il ritorno le navi nipponiche furono infatti attaccate dalla Cactus Air Force e l'incrociatore Kinugasa fu affondato. Il Makigumo si attardò sul luogo dell'affondamento con il Kazagumo, recuperando quanti più naufraghi possibile; fecero rotta per le Shortland, movimentata da un attacco con bombe di profondità e dalla comparsa di un solitario Boeing B-17 Flying Fortress, tenuto a distanza con il tiro della batteria principale. Arrivarono il 15 a destinazione, si riunirono allo Yugumo e la 10ª Divisione riaccompagnò l'incrociatore pesante Chokai alla piazzaforte di Rabaul il 16.
Assieme ai gregari, all'Oyashio e al Kagero, il Makigumo fu incaricato di scortare un convoglio con a bordo 1000 uomini a Buna, missione completata con successo il giorno seguente. Il 22 il Makigumo stesso caricò un certo numero di soldati, imitato dalle unità sorelle, e la 10ª Divisione li fece scendere a Buna. Sei giorni più tardi, con i gregari (eccetto lo Akigumo) e lo Shiratsuyu, la missione fu ripetuta ma incappò in un deciso attacco dei velivoli alleati che danneggiarono lo Shiratsuyu e il Makigumo: questi ebbe lo scafo perforato da bombe giunte quasi a segno e in una sala caldaie scoppiò un incendio. L'unità fu costretta a tornare alla base e domò l'incendio strada facendo, ma rimase ferma circa un mese a Rabaul. Poté tornare in azione il 16 dicembre con lo Yugumo e il Kazagumo per scortare l'incrociatore ausiliario Kiyozumi Maru fino a Wewak: l'unità vi sbarcò un battaglione e tutte le navi fecero rotta su Rabaul raggiunta il 21. Due giorni più tardi partì alla volta del Giappone, giunse a destinazione il 29 e si ormeggiò per un'approfondita manutenzione.

### 1943: l'affondamento
Il 9 gennaio 1943 il Kazagumo, pienamente operativo, salpò alla volta delle isole Shortland, raggiunte il 27 dopo tappe a Truk e Rabaul. Fu immediatamente assegnato all'operazione Ke, lo sgombero via mare delle truppe nipponiche a Guadalcanal. Assieme al resto della divisione e a numerosi altri cacciatorpediniere partì nel tardo pomeriggio dall'arcipelago, allo scopo di arrivare nottetempo vicino all'isola. Poco prima della mezzanotte furono avvistate alcune motosiluranti e, nel corso della manovra di allontanamento, il Makigumo urtò con la poppa una o forse più mine, i cui scoppi allagarono gli alloggi dell'equipaggio vicino alla torretta numero tre; ben presto l'acqua invase anche l'adiacente sala macchine ausiliaria e l'energia motrice venne a mancare: si contarono, ciononostante, solo un paio di morti e sette feriti. Nel frattempo le altre unità avevano raccolto diverse migliaia di uomini e avevano appena messo la prua per nord-ovest, ma lo Yugumo fu distaccato e si portò vicino al Makigumo, sul quale il capitano Fujita stava coordinando una frenetica lotta contro l'allagamento che, in ogni caso, divenne sempre più grave. Lo Yugumo riuscì con successo a tendere dei cavi per il rimorchio, ma per le 00:30 del 2 febbraio la poppa del Makigumo era molto bassa sul mare. Venti minuti più tardi, appreso che anche gli alloggi a mezzanave si stavano riempiendo d'acqua, il capitano Fujita si rassegnò a ordinare l'abbandono della nave: l'equipaggio fu raccolto dallo Yugumo che, alle 01:30 circa, indirizzò un siluro contro l'unità sorella. Il Makigumo affondò a sud dell'isola di Savo (9°15′S 159°47′E) oppure a 6,7 miglia a sud-ovest della medesima isola.
Il 1º marzo 1943 il Makigumo fu cancellato dai ruoli della Marina imperiale.